# Yoji Anjo
Yoji Anjo (安生 洋二 Anjō Yōji?) (Tokio, 28 de marzo de 1967) es un luchador profesional, artista marcial mixto y kickboxer japonés, principalmente conocido por su trabajo en Universal Wrestling Federation y Union of Wrestling Forces International.
Anjo posee una larga carrera en los cuadriláteros japoneses, y fue uno de los primeros luchadores profesionales de este país en internarse en las MMA y el kickboxing. A pesar de no contar con logros importantes en su trayectoria, Yoji es tenido por muchos como uno de los mayores exponentes del shoot wrestling de su época, destacándose en su récord dos empates contra sendos campeones mundiales de Muay Thai, figurando como el primer luchador profesional en obtener una victoria en K-1, y siendo definido por Kazushi Sakuraba como una de las figuras más influyentes en su carrera.

## Carrera
Anjo y su familia vivieron durante años en Nueva Zelanda, antes de trasladarse a Japón. Después de un extenso pasado en el Muay Thai y una muy corta carrera en sumo y judo, Anjo empezó a interesarse por la lucha libre profesional cuando vio una lucha de Nobuhiko Takada en Universal Wrestling Federation. Por ello, Yoji entró en contacto con Takada y fue admitido en el dōjō de la empresa.

### Universal Wrestling Federation (1985)
Después de entrenar extensamente con Takada en shoot wrestling, Anjo debutó en Universal Wrestling Federation combatiendo contra Osamu Hoshina. Anjo se destacó como un principiante prometedor y tuvo, pero no tuvo tiempo de ascender antes de que UWF cerrase, el mismo año. Por ello Anjo, Takada y el resto se desplazaron a New Japan Pro Wrestling.

### New Japan Pro Wrestling (1986-1987)
Anjo debutó en New Japan Pro Wrestling en mayo de 1986, luchando en combates de poca importancia. Tras una participación suya en la Young Lion Cup 1987, Yoji entraría en un feudo con Akira Nogami. Poco después, Anjo tendría una breve racha de victorias, haciendo equipo en alguna ocasión con Nobuhiko Takada, y poco después dejó la empresa para unirse a la nueva promoción de los antiguos miembros de UWF, UWF Newborn.

### UWF Newborn (1987-1990)
En 1987, Anjo fue contratado en la segunda encarnación de UWF Newborn, donde se utilizaba el mismo shoot wrestling que en su anterior encarnación. Durante su tiempo allí, Anjo consiguió importantes victorias contra Minoru Suzuki y Masakatsu Funaki, y tuvo su primera experiencia en la competición real en un encuentro de kickboxing contra el campeón de Muay Thai Changpuek Kiatsongrit, sin que ninguno lograse la victoria. Yoji permaneció con la empresa hasta su cierre, en 1990.

### Union of Wrestling Forces International (1990-1996)
Tras la caída de la UWF, Anjo, Takada y varios otros fundaron otra promoción llamada Union of Wrestling Forces International (UWFi), pensada como una continuación de la anterior. Esta empresa permanecería con el mismo estilo realista; de hecho, Takada y Lou Thesz se burlaron de las demás empresas por ser poco reales. Entre tanto, Anjo llegó a ser el principal heel de la promoción, entrando en feudos con Nobuhiko Takada y Kazuo Yamazaki, entre otros. En julio de 1994, Anjo compitió en el torneo Best of the World 1994 Tournament, donde venció a Victor Zangiev en la primera ronda, pero fue noqueado por Gary Albright en la segunda y fue consecuentemente eliminado.
En diciembre de 1994, Anjo se vio envuelto en un polémico incidente con el luchador de MMA brasileño Rickson Gracie. Después de que éste se negase a trabajar con UWF-i, Anjo fue enviado por los directivos a enfrentarse con él, ya que era considerado el individuo más duro de la promoción. Acompañado por el directivo Shinji Sasazaki y con la prensa japonesa a sus espaldas, Anjo llegó al gimnasio de Gracie en Los Ángeles y retó a Rickson a una lucha. Sin embargo, en lo que los japoneses esperaban un desarrollo totalmente distinto, Gracie golpeó a Anjo hasta hacerle sangrar profusamente y, al no conseguir arrancarle la rendición a golpes, le estranguló hasta dejarle inconsciente. Habiendo perdido el desafío, Anjo se disculpó con Rickson al día siguiente y fue llevado de vuelta a Japón, donde declaró no haber sido capaz de cumplir su rol como representante de UWF-i y como segundo de Takada. Durante un tiempo, Yoji decía no ser capaz de mirar a Takada a la cara, y permaneció alejado de los cuadriláteros unos meses, hasta que pudo regresar en enero de 1995.
En 1995, Anjo propuso la idea de realizar shows conjuntos con New Japan Pro Wrestling para paliar problemas económicos, con el acuerdo del booker de NJPW, Riki Chōshū, lo que parecía la solución más rentable en el momento; sin embargo, Choshu impuso la condición de que los oriundos de New Japan ganasen casi todos los combates, y esto costó a la UWF-i el aura que había ganado con los años. Yoji compitió contra Masahiro Chono en uno de estos programas, y fundó el stable Golden Cups con sus adláteres Yoshihiro Takayama y Kenichi Yamamoto para pelear en luchas por parejas contra los de NJPW. En una de éstas, Yoji y Takayama tuvieron una oportunidad por el IWGP Tag Team Championship contra Junji Hirata & Shinya Hashimoto, apareciendo bajo máscaras y siendo presentados como "200% Machines" para burlarse del antiguo nombre de Hirata ("Super Strong Machine"), pero no lograron ganar. Así mismo, Golden Cups tuvo parte en el One Night Tag Team Tournament, pero de nuevo fueron eliminados, perdiendo contra Keiji Muto & Kensuke Sasaki en la primera ronda.
Cuando terminó la alianza entre UWF-i y NJPW, la empresa de Anjo inició otra mucho más amistosa con Wrestle Association R, donde Golden Cups al completo ganó el WAR World Six-Man Tag Team Championship contra Hiromichi Fuyuki, Jado & Gedo. Su reinado fue corto, sin embargo, pues lo perdieron ante ellos en una lucha de revancha. Golden Cups tuvo un combate de revancha incluyendo a su nuevo miembro, 200% Machine, pero no puderon recuperarlo. Anjo llegó a tener un enfrentamiento contra el director de WAR, Genichiro Tenryu, para anticipar la lucha de Nobuhiko Takada y él, siendo derrotado después de una gran exhibición. Meses después, Anjo volvió a ganar el WAR World Six-Man Tag Team Championship, pero esta vez con dos luchadores autóctonos de WAR, Crusher Bam Bam Bigelow y Hiromichi Fuyuki, y después de derrotar a Takada, Masahito Kakihara & Yuhi Sano. De nuevo fue un reinado de poca duración, ya que lo perdieron en el plazo de un mes ante Tenryu, Último Dragón & Nobutaka Araya. Esa fue su última aparición en WAR.
En 1996, siete años después de su enfrentamiento con Changpuek Kiatsongrit, Yoji volvió a encontrarse con otro campeón de Muay Thai, Manson Gibson, en un combate de artes marciales mixtas en el que representaba a UWF-i, y el resultado fue el mismo: ninguno se alzó con la victoria. El mismo año combatió también contra el afamado grappler Sean Alvarez, con el que tuvo un enfrentamiento de más de media hora antes de ser sometido. Meses después, UWF-i cerró, y Anjo fue liberado de su contrato con el resto.
Anjo tuvo una conocida enemistad real con su antiguo compañero Akira Maeda, perteneciente por entonces a Fighting Network RINGS. Durante una entrevista en televisión en junio de 1996 que contaba con la presencia de ambos, Maeda se enfureció por una diferencia de opiniones y golpeó súbitamente a Anjo con un derechazo. El suceso fue enormemente polémico, y de hecho sus repercusiones no acabaron ahí: años después, el 14 de noviembre de 1999, durante un programa de Ultimate Fighting Championship en Japón al que ambos volvieron a coincidir, Anjo devolvió el ataque a Maeda y le noqueó de un puñetazo. Yoshiki Takahashi, quien había sido insultado por Maeda poco antes, felicitó a Anjo por la reacción cuando se enteró del incidente.

### Kingdom (1997-1998)
Después del cierre de Union of Wrestling Forces International, sus miembros fundaron la promoción Kingdom, que constituía una versión en pequeño de UWF-i. Su director, Nobuhiko Takada, fundó el Takada Dojo, una organización de artes marciales mixtas (MMA) que tuvo como miembros a sus aprendices y compañeros de empresa.
En diciembre de 1997, Anjo y Kazushi Sakuraba se ofrecieron para tomar parte en el torneo del evento Ultimate Fighting Championship Japan para dar fama a su empresa. La primera y única lucha de Yoji allí fue contra Tank Abbot, contra quien perdió por decisión en un combate en el que los dos se lesionaron mutuamente; gracias a ello, Sakuraba pudo avanzar de ronda en el lugar de Abbot, y finalmente ganó el torneo. Kingdom no duró más que un año, debido precisamente al auge de las artes marciales mixtas y la participación de sus miembros en estas.
A lo largo de 1998 y 1999, Anjo peleó brevemente en la promoción de kickboxing K-1.

### All Japan Pro Wrestling (2001-2003)
En 2001, Anjo hizo su retorno a la lucha libre al ser contratado por All Japan Pro Wrestling, apareciendo como el compañero de su viejo enemigo Genichiro Tenryu en una lucha por el AJPW World Tag Team Championship ante Johnny Smith & Taiyo Kea. Anjo se reencontró con Yoshiaki Fujiwara y con varios luchadores de la desaparecida WAR, y tuvo apariciones en los primeros shows de Pro Wrestling ZERO-ONE. Tenryu y Anjo resistieron con los títulos en su lado durante largo tiempo, y fueron incluidos en una doble lucha titular, al lado de los portadores del AJPW All Asia Tag Team Championship Arashi & Koki Kitahara, contra George Hines & Johnny Smith y Nobutaka Araya & Toshiaki Kawada, resultando vencedor el equipo de los campeones cuando Anjo derribó a Araya de un rodillazo. Semanas después, Tenryu y Anjo perdieron los títulos por fin ante Keiji Muto & Taiyo Kea. Por ello, el equipo se deshizo, y Yoji se encontró formando equipo con Smith para competir en la Real World Tag League 2001, pero no lograron ganar. El año siguiente, Anjo también compitió en solitario en el Champion Carnival 2002, pero no abundaron las victorias en su haber. Poco después, Yojo formó una alianza con Mitsuya Nagai, al lado de quien compitió extensamente, y participó con él en la siguiente Real World Tag League, con un resultado similar a la anterior. A principios de 2003, Anjo abandonó AJPW para unirse a Fighting of World Japan.

### Fighting of World Japan (2003)
En marzo de 2003, Anjo fue contratado por la empresa Fighting of World Japan, fundada por Riki Choshu. Yoji luchó en ocasiones al lado de Genichiro Tenryu, entrando en un feudo con Takao Omori. Así mismo, hizo equipo con Ichiro Yaguchi para participar en el WMG Tag Team Title Tournament, pero fueron vencidos por Jinsei Shinzaki & Shiro Koshinaka en la primera ronda. El resto del año pasó sin novedad para Anjo, hasta que abandonó la promoción.

### HUSTLE (2003-2009)
Anjo fue contratado por Nobuhiko Takada para su recién creada promoción HUSTLE. Anjo se presentó como Commander An Jo, el segundo al mando del Monster Army, vistiendo trajes militares con antifaces ornamentados y presentando a luchadores con pomposos discursos. Constituyendo una parodia a G.I. Joe, Anjo presentaba un falso acento americano, y usaba constantemente palabras en inglés. Además, Anjo compitió en combates ocasionales, bajo su personalidad real.
Después de la muerte de Takada a manos de King RIKI, Toshiaki Kawada intentó tomar el mando del Monster Army, pero Anjo y sus compañeros no vieron con buenos ojos su liderazgo y dejaron el grupo, siendo la última aparición de Yoji en la empresa.

## En lucha

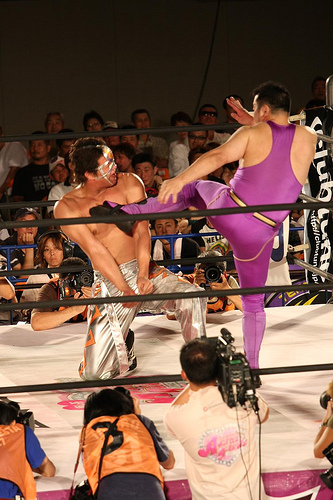
Anjo realizando una "shoot kick" a Nagao Ginga.

- Movimientos finales
  - Ground Cross 200%[2] / Ground Cross 300%[6] (Modified figure four leglock)
  - Cross armbar[2]
  - High-speed roundhouse kick a la cabeza del oponente[7]

- Movimientos de firma
  - Upper 200%[8] (European uppercut)
  - 300% Victory[9] (Victory roll)
  - Arm trap single leg Boston crab[10]
  - Belly to back suplex[11]
  - Belly to belly suplex[12]
  - Boston crab[13]
  - Camel clutch[10]
  - Cross kneelock
  - Dropkick
  - Fujiwara armbar[2]
  - Kimura lock
  - Knee strike[10]
  - Múltiples stiff roundhouse kicks a las piernas del oponente[11]
  - Running elbow smash a la cara del oponente[14]
  - Shoot kick
  - Sleeper hold[11]
  - Spin kick[10]
  - Spinning backfist

- Luchadores dirigidos
  - Tiger Jeet Singh

- Apodos
  - "Mr. 200%"[1]

## Campeonatos y logros
- All Japan Pro Wrestling
  - AJPW Double Cup Tag Team Championship (1 vez) - con Genichiro Tenryu

- Wrestle Association R
  - WAR World Six-Man Tag Team Championship (2 veces) - con Yoshihiro Takayama & Kenichi Yamamoto (1) y Hiromichi Fuyuki & Bam Bam Bigelow (1)

- Tokyo Pro Wrestling
  - TWA Tag Team Championship (1 vez) - con Original Tiger Mask

- Tokyo Sports Grand Prix
  - Premio técnico (1995)

## Registros

### Artes marciales mixtas
| Resultado | Récord | Oponente           | Método                        | Evento                        | Fecha                   | Ronda | Tiempo | Localización              | Notas |
| --------- | ------ | ------------------ | ----------------------------- | ----------------------------- | ----------------------- | ----- | ------ | ------------------------- | ----- |
| Derrota   | 0-5-2  | Ryan Gracie        | Sumisión (cross armbar)       | PRIDE Shockwave 2004          | 31 de diciembre de 2004 | 1     | 8:33   | Saitama, Japón            |       |
| Empate    | 0-4-2  | Gia Chirragishvili | Empate                        | DEEP - 1st Impact             | 8 de enero de 2001      | 3     | 5:00   | Nagoya, Aichi, Japón      |       |
| Derrota   | 0-5-2  | Matt Lindland      | TKO (golpes)                  | UFC 29 - Defense of the Belts | 16 de diciembre de 2000 | 1     | 2:58   | Tokio, Japón              |       |
| Derrota   | 0-3-1  | Murilo Bustamante  | Sumisión (arm triangle choke) | UFC 25 - Ultimate Japan 3     | 14 de abril de 2000     | 2     | 0:31   | Tokio, Japón              |       |
| Derrota   | 0-2-1  | Tank Abbott        | Decisión (unánime)            | UFC Japan - Ultimate Japan 1  | 21 de diciembre de 1997 | 1     | 15:00  | Yokohama, Kanagawa, Japón |       |
| Derrota   | 0-1-1  | Sean Alvarez       | Sumisión (puñetazos)          | U-Japan                       | 17 de noviembre de 1996 | 1     | 34:26  | Tokio, Japón              |       |

### Luchas de reglas mixtas
| Resultado | Récord | Oponente              | Método | Evento                                    | Fecha                   | Ronda | Tiempo | Localización              | Notas |
| --------- | ------ | --------------------- | ------ | ----------------------------------------- | ----------------------- | ----- | ------ | ------------------------- | ----- |
| Empate    | 0-0-2  | Manson Gibson         | Empate | Shootboxing Carnival Ground Zero Yokohama | 27 de enero de 1996     | 1     | 20:00  | Yokohama, Kanagawa, Japón |       |
| Empate    | 0-0-1  | Changpuek Kiatsongrit | Empate | UWF - U-Cosmos                            | 29 de noviembre de 1989 | 5     | 3:00   | Tokio, Japón              |       |

### Kickboxing
| Resultado | Récord | Oponente        | Método            | Evento                   | Fecha                | Ronda | Tiempo | Localización | Notas |
| --------- | ------ | --------------- | ----------------- | ------------------------ | -------------------- | ----- | ------ | ------------ | ----- |
| Derrota   | 1-2-1  | Issei Nakai     | KO (puñetazo)     | K-1 Spirits 1999         | 22 de agosto de 1999 | 2     | 1:22   | Tokio, Japón |       |
| Victoria  | 1-1-1  | Tommy Glanville | KO (patada baja)  | K-1 Survival 1999        | 6 de junio de 1999   | 2     | 2:46   | Tokio, Japón |       |
| Empate    | 0-1-1  | Duncan James    | Empate            | K-1 The Challenge 1999   | 23 de marzo de 1999  | 3     | 5:00   | Tokio, Japón |       |
| Derrota   | 0-1    | Masaaki Satake  | TKO (patada alta) | K-1 Japan Grand Prix '98 | 28 de agosto de 1998 | 2     | 1:02   | Tokio, Japón |       |